# علامة بورساري
علامة بورساري (بالإنجليزية: Borsari's sign)‏ أو خط بورساري (بالإنجليزية: Borsari's line)‏، هي علامة جلدية تتكون عند ضغط جسم حاد (مثل ظفر الأصابع) على الجلد؛ حيث تنتج خطًا أبيض على الجلد يتحول بسرعة إلى اللون الأحمر. تظهر العلامة في الحمى القرمزية.